# Phaedon magnificus
Phaedon magnificus es una especie de insecto coleóptero de la familia Chrysomelidae.
Fue descrita científicamente en 1985 por Lopatin in Lopatin & Kulenova.